# Гондофар IV Сас
Сас — індо-парфянський правитель північно-західної частини Індії.